# Otočić Mali Brušnjak
Otočić Mali Brušnjak är en ö i Kroatien.   Den ligger i länet Zadars län, i den södra delen av landet, 180 km söder om huvudstaden Zagreb.